# Gemeinschaft Evangelischer Zisterzienser-Erben in Deutschland
Die Gemeinschaft Evangelischer Zisterzienser-Erben in Deutschland ist seit 1993 der Zusammenschluss evangelischer Kirchengemeinden, Klöster, Konvente und Kommunitäten, die am Ort ehemaliger Zisterzienserklöster in Deutschland wirken.

## Geschichte und Auftrag
Paul Geißendörfer, Pfarrer der evangelischen Kirchengemeinde Heilsbronn, am Ort des ehemaligen Zisterzienserklosters Heilsbronn, lud 1993 andere deutsche evangelische Kirchengemeinden, die ebenfalls am Ort früherer Zisterzienserklöster angesiedelt sind, zu einem Treffen in Heilsbronn ein, dem jährlich weitere Treffen an anderen Orten folgten. Der Zusammenschluss, der 1997 ausdrücklich auf einen Vereinsstatus verzichtete, legte 2005 in Loccum mit der sog. Loccumer Erklärung 2005 eine Charta vor, in der die gemeinsamen Grundsätze formuliert sind. Demnach sieht die Gemeinschaft ihre Aufgabe darin, (im ökumenischen Kontakt zum römisch-katholischen Zisterzienserorden) das reiche spirituelle Erbe der mittelalterlichen Zisterzienserbewegung im Geist der lutherischen Reformation neu zu entdecken und für das Leben der Gemeinden und der einzelnen Christen fruchtbar zu machen. 2016 waren der Gemeinschaft etwa 120 Gemeinden zugehörig, 79 davon waren auf der Homepage der Gemeinschaft mit einer eigenen Seite vertreten, alle hingegen auf einer Deutschlandkarte verortet, die auch die derzeit durch römisch-katholische (männliche und weibliche) Zisterzienserkonvente besiedelten Klöster verzeichnete.